# San Simeone Profeta (Rom)
San Simeone Profeta war eine römische Pfarr- und Titelkirche im Rione Ponte an der Piazza Lancellotti. Sie war dem Propheten Simeon gewidmet.

## Geschichte
Die erste Erwähnung findet sich im Regestum Farfense vom 23. Januar 1017 als Pfarrkirche San Simeone de Ponte. Im Catalogo di Cencio Camerario von 1192 ist die Kirche als Sancto Symeoni de Pusterula („Heiliger Simeon an der Pestbrücke“) verzeichnet. Am 4. Dezember 1551 wurde sie von Papst Julius III. zu Titelkirche erhoben. Dieser Rang wurde ihr jedoch 1587 von Papst Sixtus V. aberkannt. Sie wurde 1610 im Auftrag von Kardinal Orazio Lancellotti vollständig renoviert. Später wurde sie als St. Magareta bezeichnet, da die Kirche Sitz der Bruderschaft der Margareta von Cortona war. 1824 verlor sie ihren Status als Pfarrkirche. Am Ende des 19. Jahrhunderts gab es einen angestellten Priester. 1929 brach die Decke herunter, und die Kirche wurde aufgegeben. Zu dieser Zeit hatte die Kirche drei Schiffe und beherbergte Werke von Ventura Salimbeni und Carlo Saraceni.
Von der Kirche existiert nur noch die Fassade, der Rest des Gebäudes wurde abgerissen, um Platz für Wohnhäuser zu schaffen.

## Kardinalpriester
- Giacomo Puteo 4. Dezember 1551 – 29. Mai 1555 ernannt zum Kardinalpriester von Santa Maria in Via
- Virgilio Rosario 24. März 1557 – 22. Mai 1559
- Bernardo Salviati 27. Juni 1561 – 15. Mai 1566 ernannt zum Kardinalpriester von Santa Prisca
- Vakant 1566–1570
- Charles d’Angennes de Rambouillet 9. Juni 1570 – 20. November 1570 ernannt zum Kardinalpriester von Sant’Eufemia
- Giovanni Aldobrandini 20. November 1570 – 7. September 1573
- Vakant 1573–1584
- Scipione Lancellotti (9. Januar 1584 – 20. April 1587) ernannt zum Kardinalpriester von San Salvatore in Lauro
- Titel 1587 aufgehoben